# オペレッタ狸御殿
『オペレッタ狸御殿』（オペレッタたぬきごてん）は、鈴木清順監督、チャン・ツィイー主演の2005年公開のミュージカル形式の日本映画。2005年（第58回）カンヌ国際映画祭特別招待作品。

## 概要
かつて美空ひばり、若尾文子らを主演に幾度もリメイクされた“オペレッタ喜劇”の人気シリーズ『狸御殿』のリメイク。監督の鈴木清順と美術の木村威夫のコンビによる独特な映像美はもとより、亡き美空ひばりがデジタル再現されて出演していることでも話題となった。鈴木は本作品で初めてCGでの演出に挑戦した。チャン・ツィイーは本作品で日本映画に初出演した。
『狸御殿』をリメイクする企画は1980年代から存在しており、荒戸源次郎をプロデューサーとして監督は鈴木、脚本は浦沢で進められていたが実現しなかった。その後この映画は「ピストルオペラ」のプロデューサー小椋悟に委ねられ成立。脚本はこの時に書かれたものをほとんど手直しせずに使用している。

## ストーリー
がらさ城の城主である実父から命を狙われる雨千代が、唐の国から来たという狸姫と出会う。
狸姫の御殿に閉じこめられた雨千代は、次第に狸姫と恋におちていく。

## スタッフ
- 監督：鈴木清順
- 原案：木村恵吾
- 企画：遠谷信幸
- プロデューサー：小椋悟、片嶋一貴
- 脚本：浦沢義雄
- 撮影：前田米造
- 視覚効果：石井教雄
- プロダクションデザイン：木村威夫
- オープニングタイトル：ニック・スミス
- 美術：安宅紀史
- 装飾：天野竜哉
- 衣装デザイン：伊藤佐智子
- ビューティー・ディレクター：柘植伊佐夫
- 音楽：大島ミチル、白井良明
- 振付：滝沢充子
- 制作プロダクション：小椋事務所
- 製作：ジェネオン・エンタテインメント、電通、日本ヘラルド映画、松竹、衛星劇場、小椋事務所
- ロケ協力：ホテル森の風鶯宿、ホテル東日本、下田海浜ホテル、沢内村、川舟の家、松尾村、雫石ライディングファーム、なかやま荘、加須市役所商工観光課
- 毛筆：中央大学書道会[3]

## キャスト
- 狸姫：チャン・ツィイー
- 雨千代：オダギリジョー
- お萩の局：薬師丸ひろ子
- びるぜん婆々：由紀さおり
- 光の女人、雨千代の母：美空ひばり（デジタル出演）
- 安土桃山：平幹二朗
- 家老狸：高橋元太郎
- 駝鳥道士：山本太郎
- 弥助：篠井英介
- コメ：市川実和子
- 次郎狸：パパイヤ鈴木
- 若侍団三郎狸：石川伸一郎
- きなこ：尾上紫
- かのこ：下石奈緒美
- もなか：椎名法子
- すあま：浦嶋りんこ
- 狸楽団：永瀬正敏、白井良明、谷中敦、スティーヴ・エトウ、田中要次、シモゼット（IN-HI）、ハブマシーン（IN-HI）、ズケジャン（IN-HI）
- 御殿医狸：南州太郎
- 奴狸頭：山崎樹範
- 豆狸：一木有海、南川ある、永嶌花音
- 弥助の家族：佐久間成悟、田島健吾、中曽根康太、宇夫方康夫、小川マサ
- 小姓：廣田朋菜、加藤瑠美、柴田義之、須永千重、前田剛